# Luke Littler
Luke Littler (Runcorn, Cheshire, 21 de enero de 2007) es un jugador profesional de dardos inglés.
Ganó amplia popularidad después de coronarse subcampeón del Campeonato Mundial de Dardos de la PDC 2024, donde cayó en la final con Luke Humphries, debido a la precocidad con la que había conseguido acceder a una final mundial.
Pocos días después, ganó su primer título como profesional en el Bahrain Masters.

## Estadísticas

### PDC
| Campeonato Mundial           | DNQ | F   | G |
| UK Open                      | 4R  | QF  |   |
| Premier League               | DNP | G   |   |
| World Matchplay              | DNQ | 1R  |   |
| World Grand Prix             | DNQ | 1R  |   |
| Campeonato Europeo           | DNQ | 1R  |   |
| Grand Slam                   | DNQ | G   |   |
| Players Championship Finals  | DNQ | F   |   |
| Copa del Mundo               | DNP | DNP |   |
| World Series of Darts Finals | DNQ | G   |   |
| Estadísticas                 |     |     |   |
| Ranking a final de año       | 164 | 31  |   |

| Leyenda | Leyenda                     | Leyenda | Leyenda                | Leyenda | Leyenda             | Leyenda | Leyenda                                           |
| ------- | --------------------------- | ------- | ---------------------- | ------- | ------------------- | ------- | ------------------------------------------------- |
| DNP     | No participó                | DNQ     | No se clasificó        | NH      | No se disputó       | #R      | derrota en las primeras rondas (RR = Round robin) |
| QF      | derrota en cuartos de final | SF      | derrota en semifinales | F       | derrota en la final | G       | ganador del torneo                                |